# Reakcje interletalne
Reakcje interletalne – zjawiska zachodzące w okresie umierania (pomiędzy śmiercią mózgową a biologiczną) oraz bezpośrednio po śmierci. Powstanie ich wiąże się ze zróżnicowanym czasem zamierania poszczególnych komórek w organizmie. Badanie reakcji interletalnych polega na pośmiertnej pobudliwości mięśni szkieletowych czy reakcji różnych tkanek na bodźce chemiczne np. do źrenic wkrapia się środki farmakologiczne.
Reakcje te są szczególnie przydatne gdy mamy do czynienia z zabójstwem, a także przy śmiertelnym wypadku drogowym gdy sprawca zbiegł.
Gdy nie ma możliwości zbadania reakcji interletalnych, bada się wczesne znamiona śmierci takie jak:
- bladość zwłok
- wysychanie pośmiertne
- oziębienie
- plamy opadowe
- stężenie pośmiertne